# Косемін
Косемін (пол. Kosemin) — село в Польщі, у гміні Завідз Серпецького повіту Мазовецького воєводства.
Населення — 247 осіб (2011).
У 1975-1998 роках село належало до Плоцького воєводства.

## Демографія
Демографічна структура станом на 31 березня 2011 року:
|          | Загалом | Допрацездатний вік | Працездатний вік | Постпрацездатний вік |
| -------- | ------- | ------------------ | ---------------- | -------------------- |
| Чоловіки | 133     | 24                 | 91               | 18                   |
| Жінки    | 114     | 30                 | 57               | 27                   |
| Разом    | 247     | 54                 | 148              | 45                   |